# قرار مجلس الأمن التابع للأمم المتحدة رقم 557
قرار مجلس الأمن التابع للأمم المتحدة رقم 557، الذي تم تبنيه بالإجماع في 28 تشرين الثاني / نوفمبر 1984، نظر في تقرير الأمين العام بشأن قوة الأمم المتحدة لمراقبة فض الاشتباك. وأشار المجلس إلى الجهود التي تبذلها لإحلال سلام دائم وعادل في الشرق الأوسط، ولكنه أعرب أيضاً عن قلقه إزاء حالة التوتر السائدة في المنطقة.
دعا القرار الأطراف المعنية إلى التنفيذ الفوري للقرار 338 (1973)، وجدد ولاية قوة المراقبة لمدة ستة أشهر أخرى حتى 31 مايو 1985 وطلب من الأمين العام تقديم تقرير عن الوضع في نهاية تلك الفترة.